# Killing Floor (videojuego)
Killing Floor (abreviado como KF) es un videojuego de tipo shooter en primera persona para modo multijugador cooperativo. El juego fue lanzado originalmente en el año 2005 como un mod del Unreal Tournament 2004. La versión comercial del juego se lanzó para Microsoft Windows el 14 de mayo de 2009 y para OS X el 5 de mayo de 2010. La versión para GNU/Linux se lanzó a través de Steam en noviembre de 2012.

## Modo de juego
Es un shooter en primera persona en el que los jugadores pueden explorar e interactuar en un espacio generado en 3D. Los jugadores forman un equipo que debe enfrentarse a oleadas sucesivas de especímenes (parecidos a muertos vivientes) cada vez más numerosas y peligrosas. Una vez superadas todas las oleadas los jugadores deben enfrentarse a un "jefe final" conocido como el Patriarca, que es considerablemente más peligroso que los especímenes normales.
Por cada espécimen derrotado y por cada oleada superada los jugadores ganan puntos de dinero que pueden canjear por armas, munición y armaduras en el puesto de un comerciante localizado en el mapa, que solamente es accesible durante el intervalo de tiempo entre oleadas. Las armas que los jugadores pueden comprar varían desde katanas y lanzagranadas hasta bombas caseras de tubo, lanzallamas, escopetas etc.
El puesto del comerciante cambia de lugar dentro de un mismo mapa a lo largo de la partida, con lo que los jugadores se ven forzados a desplazarse continuamente. También pueden encontrarse armas y paquetes de munición diseminados aleatoriamente por el mapa.
Los jugadores deben jugar en equipo para garantizar su supervivencia, de forma que pueden curarse entre sí e intercambiar armas y dinero. También pueden soldar puertas para formar barreras temporales contra las oleadas de especímenes o para concentrar la horda de enemigos en una zona concreta del mapa.
Los jugadores deben elegir una de entre siete habilidades o privilegios al comenzar la partida que definen el papel que van a desempeñar dentro del equipo. Estas habilidades suponen bonificaciones en el manejo de un tipo de arma concreto, en la resistencia del personaje, la velocidad, capacidad de curar a los compañeros, cerrar puertas y soldarlas etc. El efecto de cada una de estas habilidades puede ser mejorado subiendo niveles. Los niveles se incrementan alcanzando unos logros concretos relacionados con la especialidad elegida. Por ejemplo, el especialista en asistencia médica mejora su nivel curando a sus compañeros y disparando con armas de médico. En este aspecto cabe mencionar que no solamente mejora el nivel de la especialidad elegida al principio de la partida. Por ejemplo, si un jugador que no ha elegido la especialidad de médico cura a un compañero herido, su nivel de la habilidad de médico mejorará.
Los jugadores que mueren sueltan el arma con el que han caído, que puede ser recogida por un compañero. Al acabar la oleada los jugadores muertos pueden volver a la partida y continuar jugando, pero habiendo perdido su dinero y su arma.
Cada partida puede ser configurada en muchos aspectos, desde el tipo de espécimen que compone cada oleada hasta la dificultad, el número de oleadas y el número de especímenes. El número de especímenes depende directamente del número de jugadores en la partida y del nivel de dificultad.
Una característica destacable del juego es el denominado "tiempo zed", que pone el juego a cámara lenta para todos los jugadores cuando uno de ellos acaba con un espécimen de una forma especialmente violenta o efectiva.

## Especímenes
Los Especímenes son los principales antagonistas de Killing Floor. Mientras se refieren a ellos como zombis, son en realidad clones experimentales fallidos creados por Horzine Biotech, una compañía biotecnológica en Londres, Inglaterra (No es necesariamente errado llamarlos como zombis, ya que se comportan de una manera similar). Hay Diez tipos diferentes de especímenes, cada uno con diferentes habilidades y apariencias. Estos son: Clot, Stalker, Crawler, Bloat, Gorefast, Siren, Husk, Scrake, Fleshpound y el Jefe Final El Patriarca.